# Galopina crocyllioides
Galopina crocyllioides är en måreväxtart som beskrevs av Bär. Galopina crocyllioides ingår i släktet Galopina och familjen måreväxter. Inga underarter finns listade i Catalogue of Life.